# 毛有信
毛有信，字心一，號循之，贵州余慶人，清政治人物、進士出身。

## 生平
嘉慶十四年（1809年）清仁宗五旬己巳恩科進士，三甲六十九名，后官陝西米脂知縣。